# Patata Káto Nevrokopíou
La Patáta Káto Nevrokopíou (en griego, Πατάτα Κάτω Νευροκοπίου) es la indicación geográfica protegida (IGP) que desde el 26 de marzo de 20021 protege e identifica a las patatas producidas en región de Macedonia Oriental y Tracia, en el norte de Grecia.
Las principales variedades cultivadas son 'Agria', 'Liseta' y 'Spunta'. Es un cultivo de regadío y la temporada de cultivo se da durante el verano.
El área de producción se encuentra en la prefectura de Dráma en el norte de la Macedonia griega, y cubre aproximadamente 2500 hectáreas en los municipios de Chrissokefalos, Dassoto, Katafyto, Kato Nevrokopi, Kato Vrontou, Lefkóya, Ochyro, Perithori y Vathytopos.